# Washburn

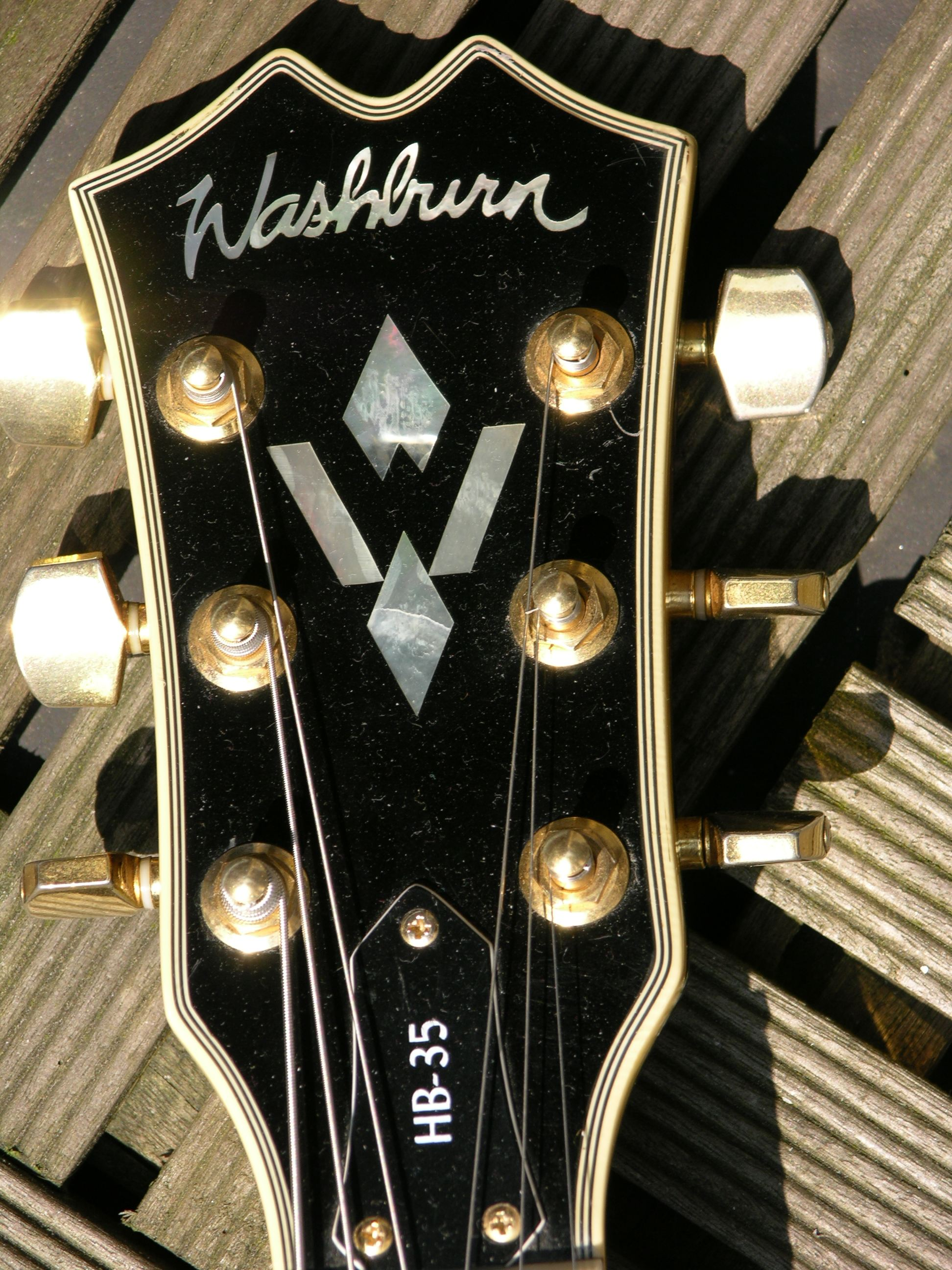
Washburn HB-35

Washburn — американская компания, производящая музыкальные инструменты и музыкальные принадлежности. Компания была основана в Чикаго в 1883 году. 
Первая фабрика по производству гитар находилась в нескольких кварталах от Максвэлл-стрит.
Также фирма Washburn создала свою бюджетную серию гитар под названием GWL (George Washburn Limited).  Данные гитары тоже хорошего качества, но всё же отличаются от своих высших собратьев.

## Музыканты, играющие на Washburn
- Андрей Макаревич
- Александр Чернецкий
- Нуну Беттанкурт
- Роджер Уотерс
- Дженнифер Баттен
- Даймбэг Даррелл
- Сэмми Хагар
- Эрно Вуоринен
- Дэн Дониган
- Ямур Сарыгюль
- Маркус Тойвонен
- Пол Стэнли
- Грэг Триббетт
- Рик Сэвидж
- Виктор Цой
- Джаред Лето
- Бёрлин Бенджамин
- Спирос Антониоу
- Майкл Кин
- Максим Самосват
- Дуглас Пирс
- Игорь Саруханов
- Александр Бон
- Питер Стил